# Distrito de Broye-Vully
El distrito de Broye-Vully es uno de los diez distritos del cantón de Vaud. Su capital es Payerne. El distrito tiene su origen en 2008, con la entrada en vigor de la nueva ley de separación del territorio del cantón de Vaud. Es el resultado de la fusión de algunas comunas de los distritos de Avenches, Payerne, Moudon y Oron.

## Geografía
Broye-Vully se encuentra situado al extremo nororiental del cantón, a orillas del lago de Neuchâtel. Limita al norte con los distritos de Neuchâtel (NE) y Seeland (BE), al noreste con See (FR) y Berna-Mittelland (BE), al este con Broye (FR), al sureste con Glâne (FR), al sur con Lavaux-Oron, al suroeste con Gros-de-Vaud, y al oeste con Jura-Nord vaudois y Boudry (NE).

## Comunas
| Distrito de Broye-Vully | Distrito de Broye-Vully | Distrito de Broye-Vully |
| Comunas                 | Población (31.12.2014)  | Superficie km²          |
| ----------------------- | ----------------------- | ----------------------- |
| Avenches                | 4037                    | 19.46                   |
| Brenles                 | 144                     | 3.83                    |
| Bussy-sur-Moudon        | 197                     | 3.09                    |
| Carrouge                | 1111                    | 5.42                    |
| Champtauroz             | 137                     | 3.05                    |
| Chavannes-sur-Moudon    | 233                     | 5.14                    |
| Chesalles-sur-Moudon    | 159                     | 1.67                    |
| Chevroux                | 417                     | 4.37                    |
| Corcelles-le-Jorat      | 444                     | 7.93                    |
| Corcelles-près-Payerne  | 2092                    | 12.13                   |
| Cremin                  | 51                      | 1.65                    |
| Cudrefin                | 1462                    | 15.82                   |
| Curtilles               | 308                     | 4.95                    |
| Dompierre               | 247                     | 3.21                    |
| Faoug                   | 822                     | 3.45                    |
| Forel-sur-Lucens        | 151                     | 2.83                    |
| Grandcour               | 861                     | 10.21                   |
| Henniez                 | 287                     | 2.61                    |
| Hermenches              | 375                     | 4.77                    |
| Lovatens                | 140                     | 3.47                    |
| Lucens                  | 3298                    | 7.86                    |
| Missy                   | 336                     | 3.11                    |
| Moudon                  | 5833                    | 15.69                   |
| Payerne                 | 9389                    | 24.19                   |
| Prévonloup              | 173                     | 1.84                    |
| Ropraz                  | 409                     | 4.83                    |
| Rossenges               | 63                      | 1.07                    |
| Sarzens                 | 87                      | 1.44                    |
| Syens                   | 123                     | 2.52                    |
| Trey                    | 264                     | 3.81                    |
| Treytorrens             | 119                     | 3.07                    |
| Valbroye                | 2936                    | 33.57                   |
| Villars-le-Comte        | 153                     | 4.19                    |
| Villarzel               | 415                     | 7.66                    |
| Vucherens               | 534                     | 3.27                    |
| Vulliens                | 442                     | 6.63                    |
| Vully-les-Lacs          | 2792                    | 21.15                   |
| Total (37)              | 41 041                  | 264.98                  |

## Cambios desde 2008

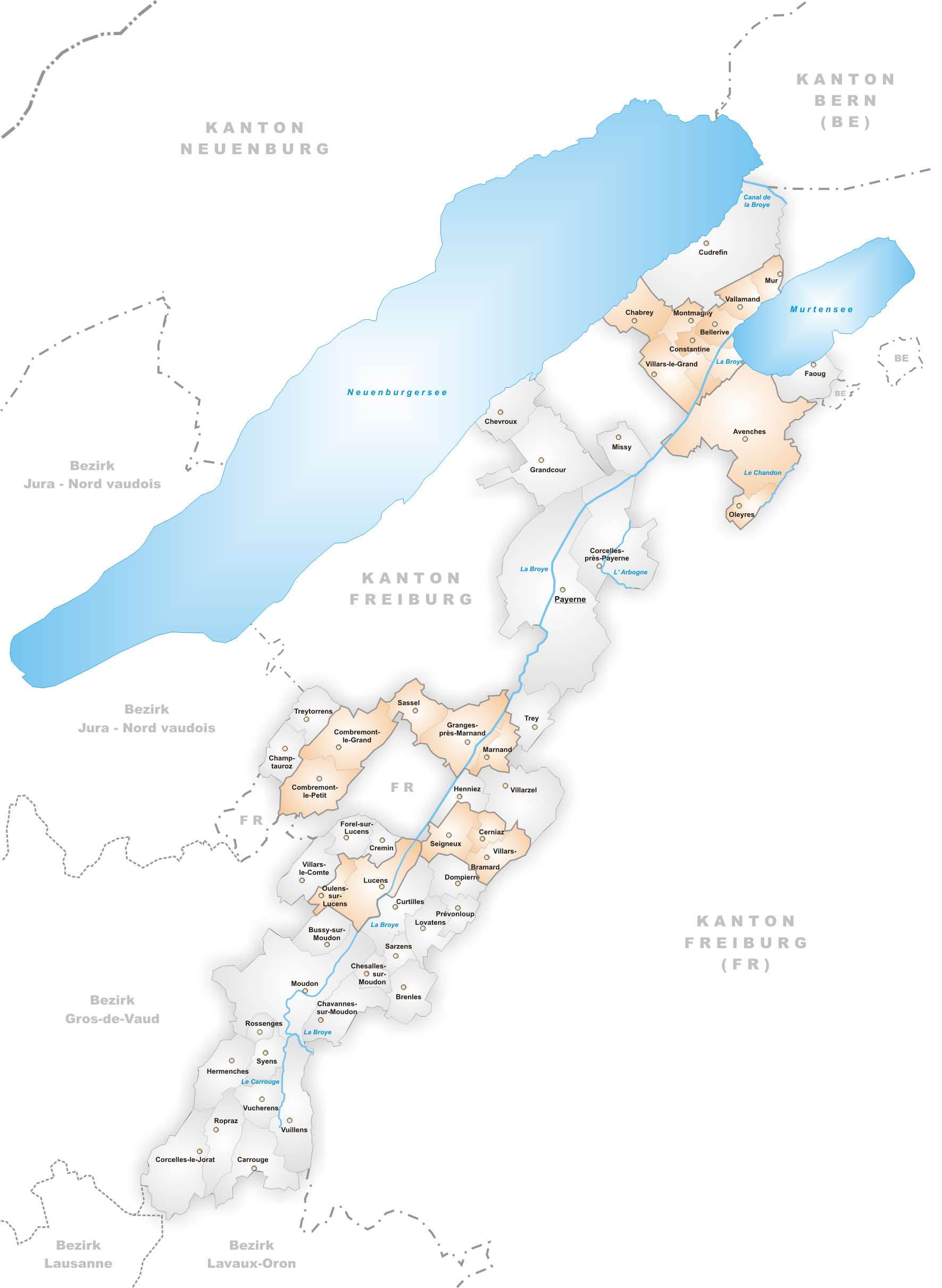
Comunas hasta 2011

### Fusiones
- 1 de julio de 2011: Avenches y Oleyres → Avenches
- 1 de julio de 2011: Bellerive, Chabrey, Constantine, Montmagny, Mur, Vallamand y Villars-le-Grand → Vully-les-Lacs
- 1 de julio de 2011: Lucens y Oulens-sur-Lucens → Lucens
- 1 de julio de 2011: Cerniaz, Combremont-le-Grand, Combremont-le-Petit, Granges-près-Marnand, Marnand, Sassel, Seigneux y Villars-Bramard → Valbroye